# 清水寺

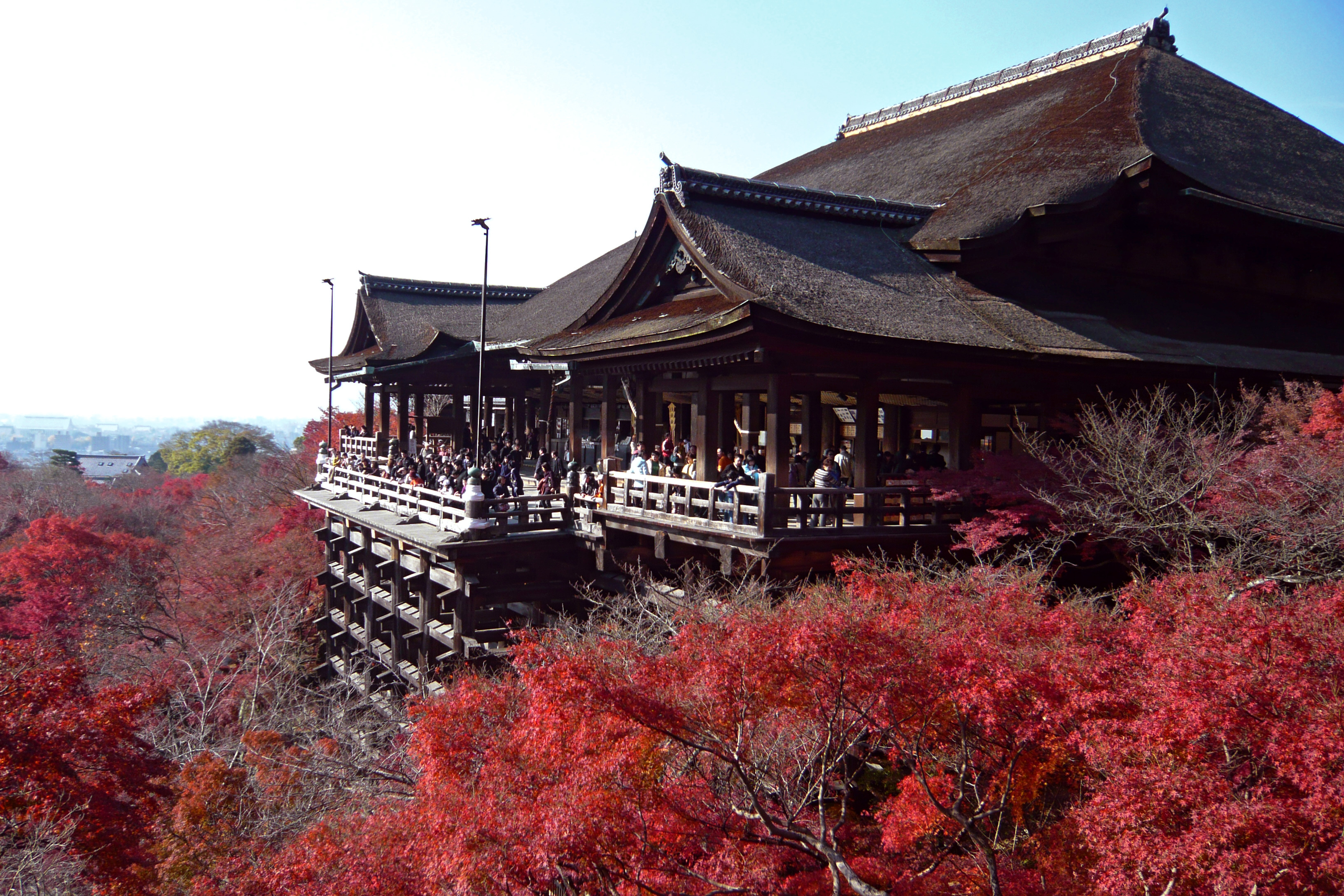
本堂和舞台（国宝）

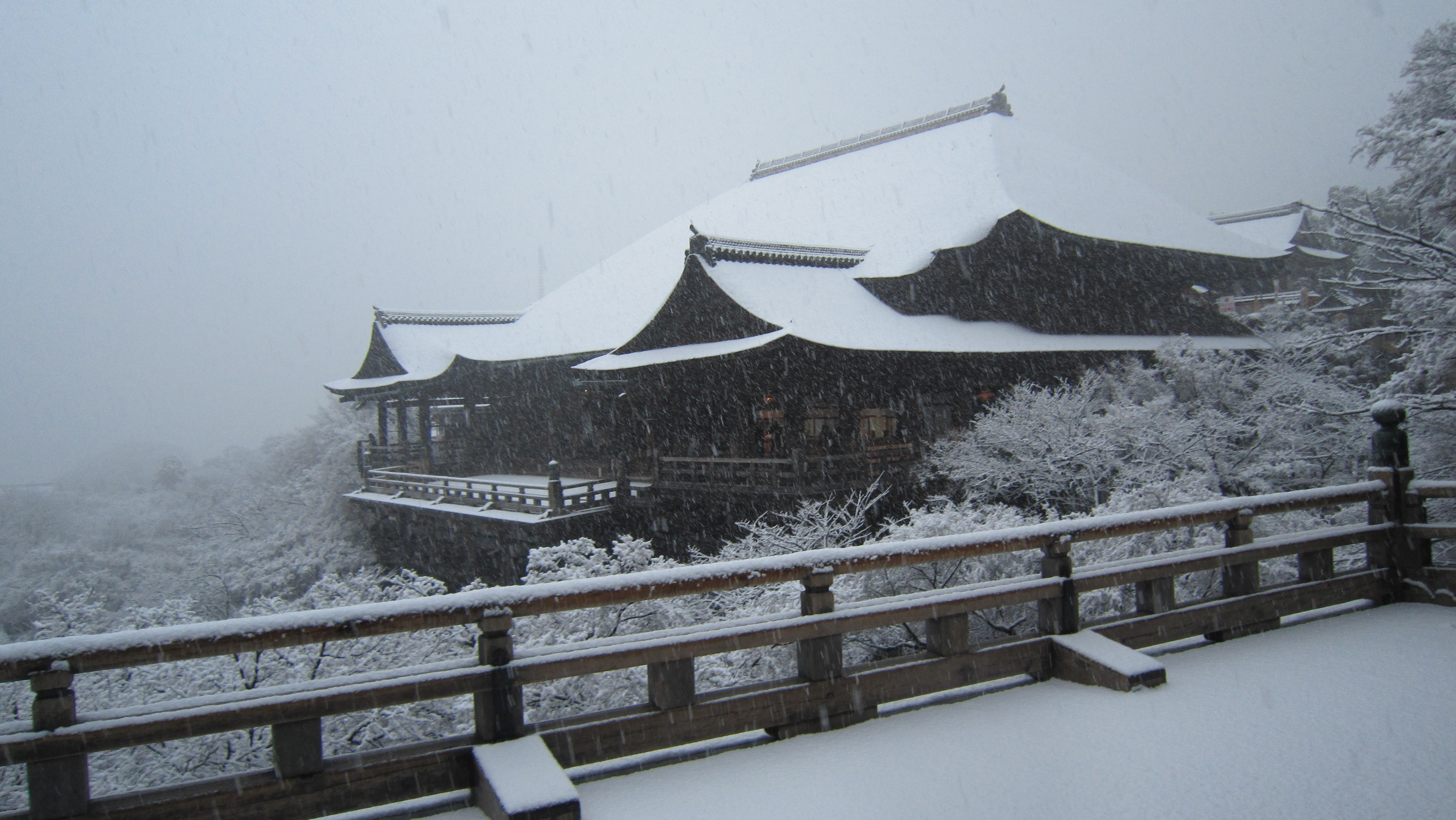
大雪中的清水寺

清水寺是一座位於日本京都府京都市東山區清水的寺院，於778年（寶龜9年）前後由延鎮上人起造。清水寺的山號為音羽山，主要供奉千手观音，原本屬於法相宗這一宗派但目前已獨立，成為北法相宗的大本山。
清水寺与北山鹿苑寺（金阁寺）、嵐山天龍寺等同為京都境內最著名的名胜古蹟，一年四季前來朝拜的香客或來訪的觀光客是絡驛不絕。除此之外，清水寺也与石山寺（滋贺县大津市），长谷寺（奈良县樱井市）等寺廟並列，自古以来就一直以嗣奉觀音的廟宇而為人所熟知，也是西国三十三箇所（在關西地區參拜33所觀音廟的巡訪活動）中第16所寺廟。自平安時代以来，就经常出现于日本文学作品当中。1994年，清水寺以身為古都京都的文化財之一部分，列名至世界文化遗产中。

## 历史特色
清水寺是京都最古老的寺院，建於西元778年，佔地共達13萬平方公尺，由奈良子島寺僧人賢心（後來改名延鎮）所創建。但卻因為多年來的戰亂及災害受損，德川家第三代將軍德川家光於1633年重修清水寺，也就是現存的樣子。
清水寺為棟樑結構式寺院。正殿寬19公尺，進深16公尺，大殿前為懸空的「舞台」，由139根高數十公尺的大圓木支撑。寺院建築氣勢宏偉，結構巧妙，沒有用一根釘子。寺中六層炬木築成的木台為日本所罕有。

## 文物
- 国宝

正殿（本堂）
- 重要文化財（建筑）

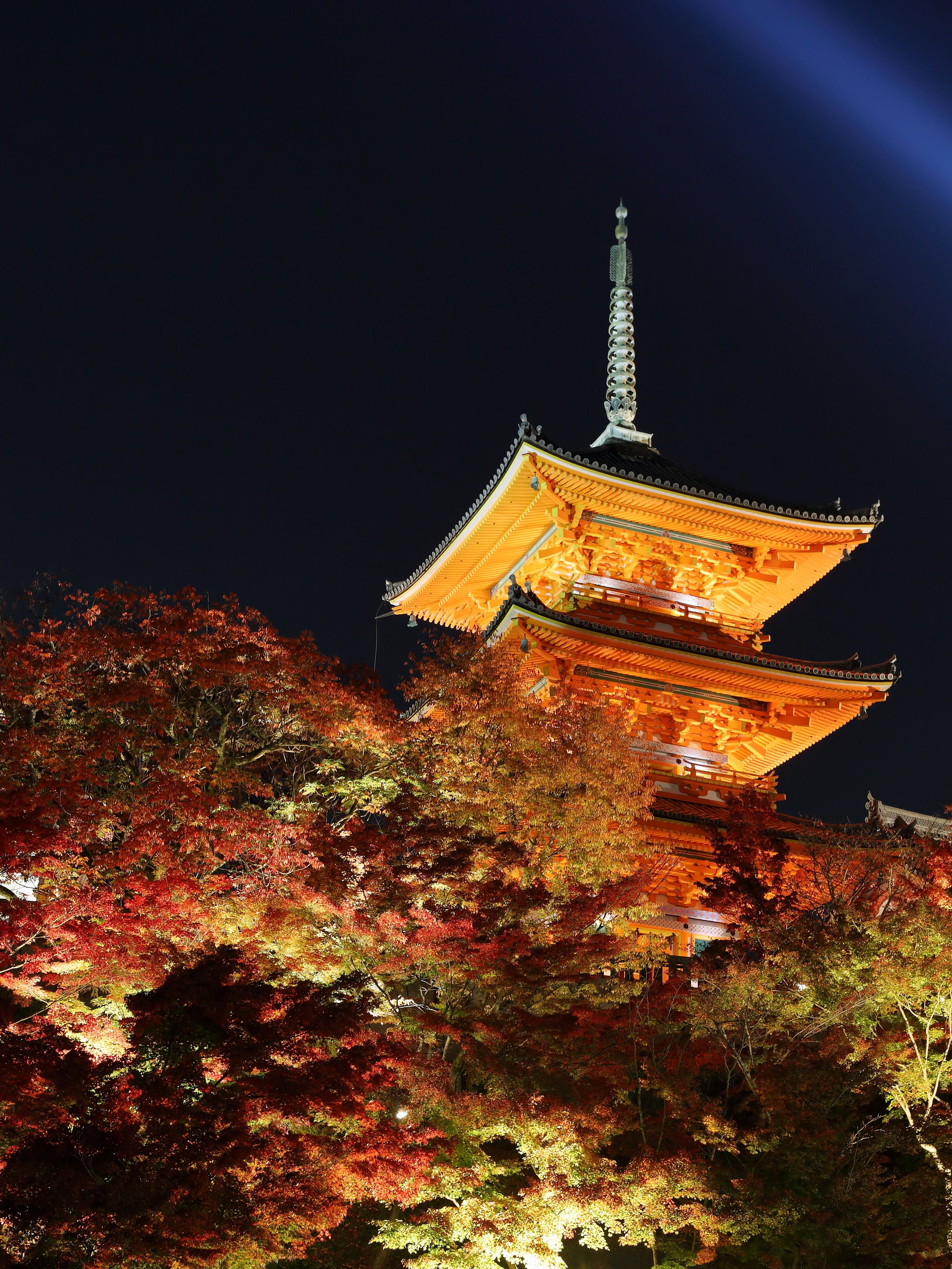
三重塔

仁王门　下马台（うまとどめ）　西门　三重塔　钟楼　经堂　田村堂（开山堂） 朝仓堂　镇守堂　北正门　轰门　釈迦堂　阿弥陀堂　内院　子安塔　地主神社本殿・拜殿・正門
- 重要文化財（美术工艺品）

木造千手观音坐像（内院正尊）　木造十一面観音立像　木造传・观音势至菩薩立像　木造大日如来坐像　木造毘沙门天立像（塔头慈心院所有）　渡海船额（末吉船图・角仓船图）　板绘朝比奈草摺曳图（传・長谷川久藏筆）　铁鳄口　梵鐘

## 圖片

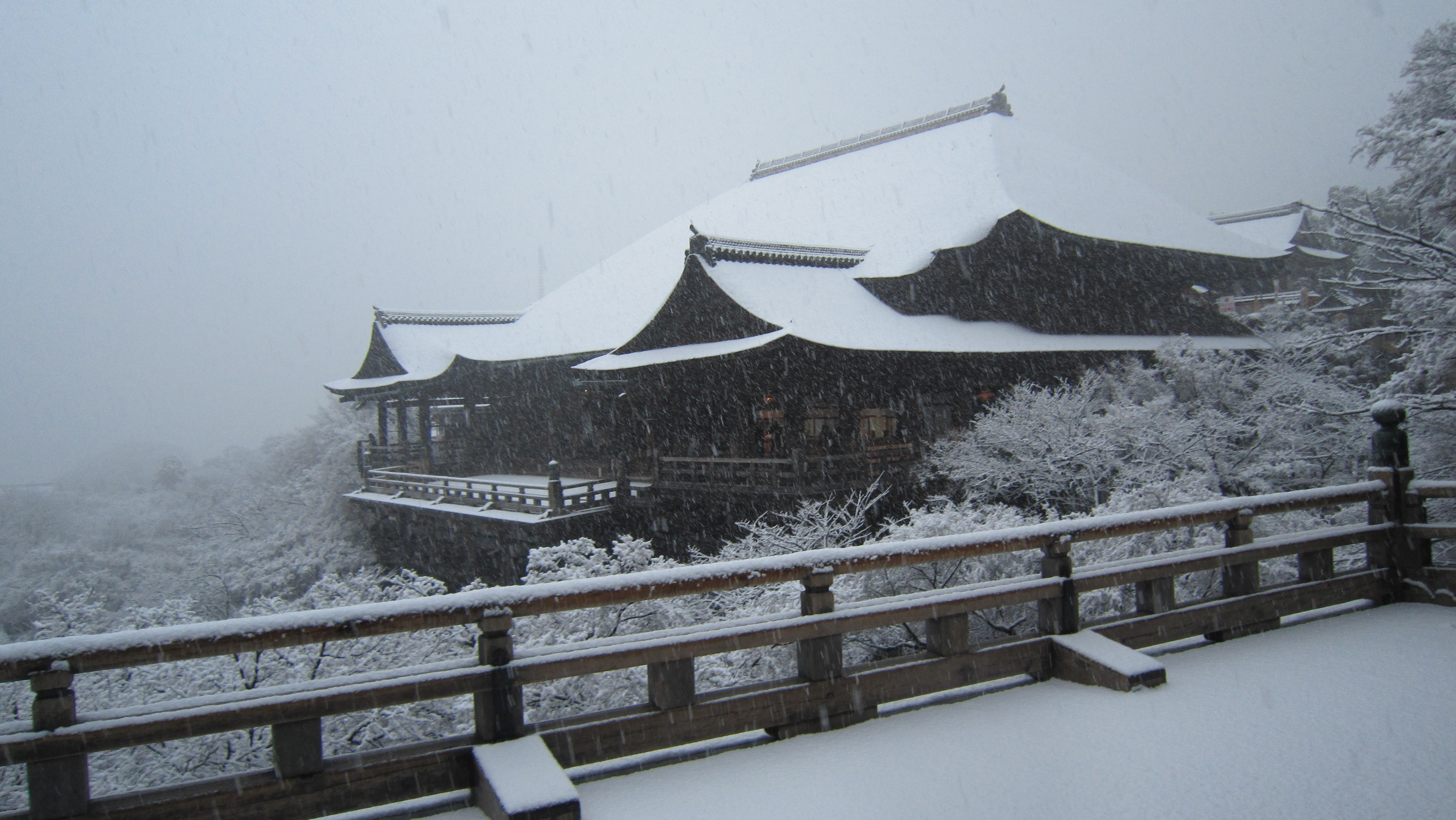
冬天的清水寺
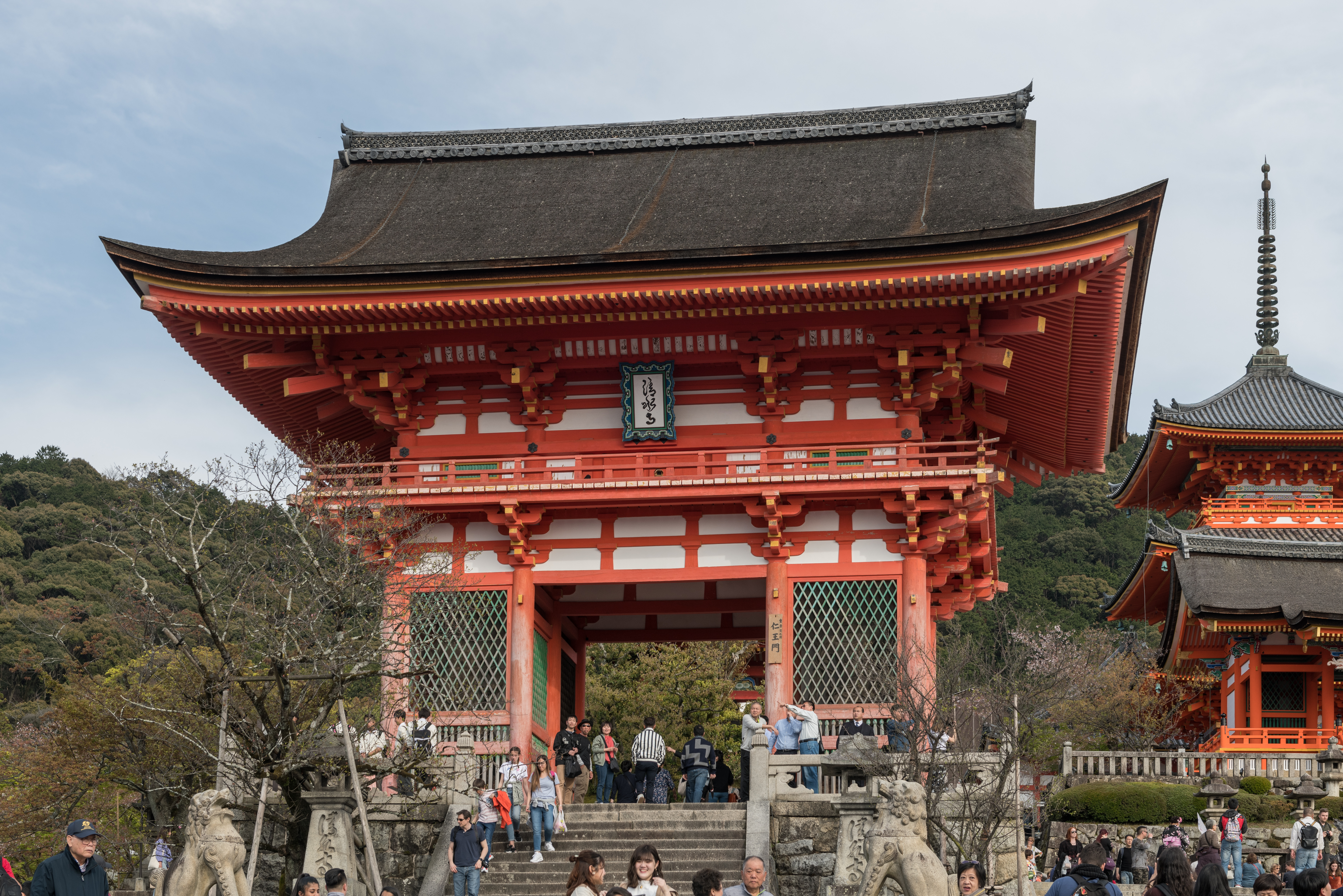
仁王門
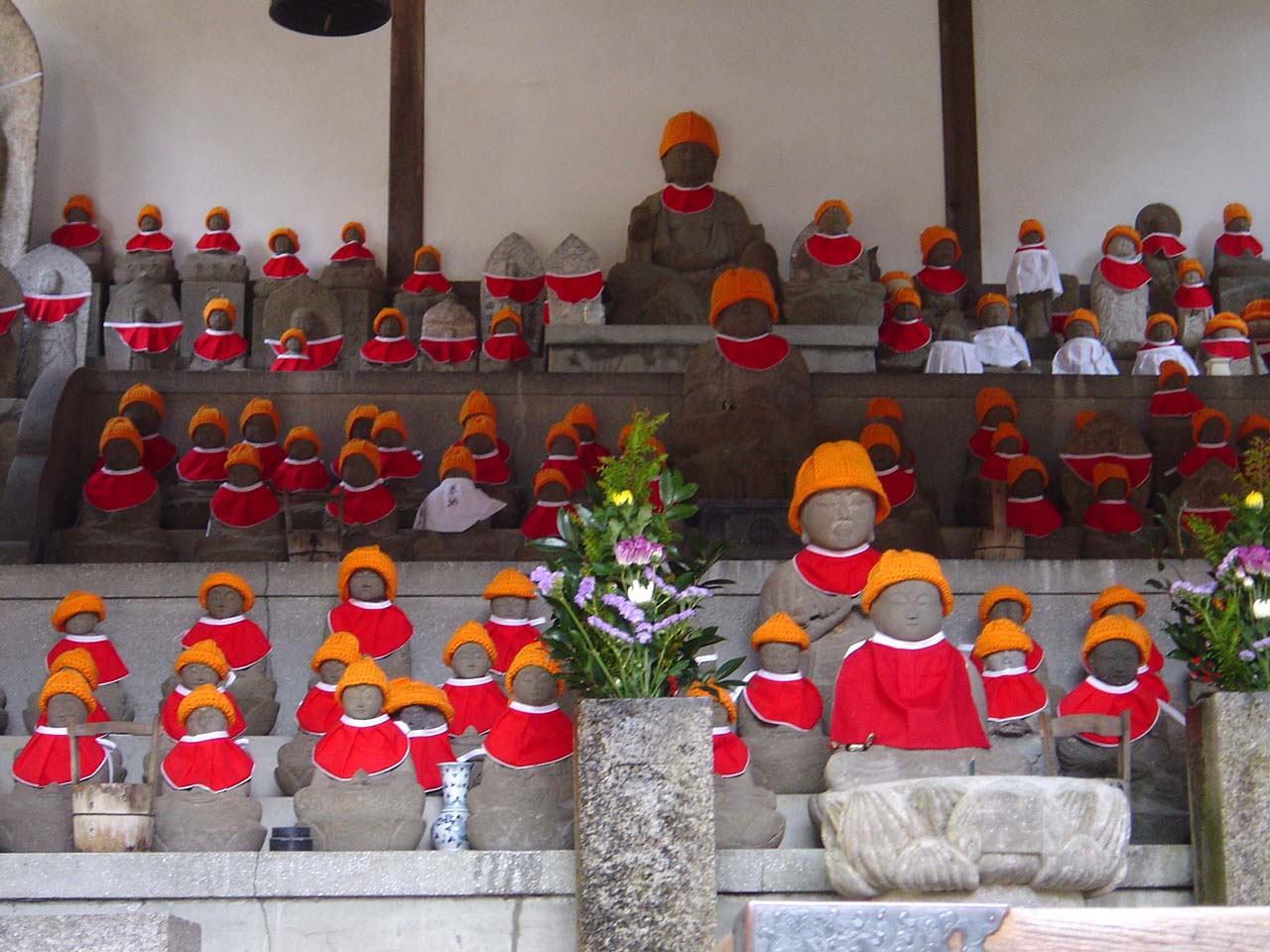
地藏王
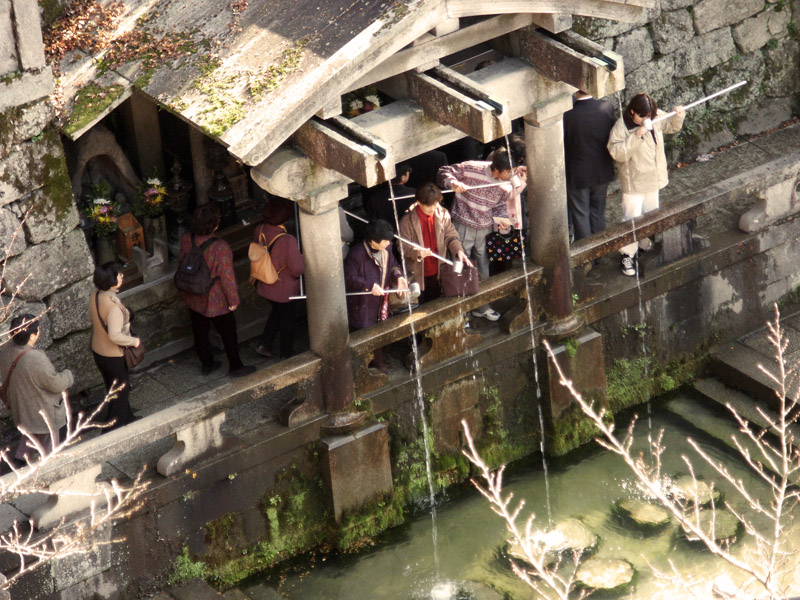
音羽之瀧，訪客會飲用其泉水，人們認為該道泉水能帶來愛、成功與長壽。
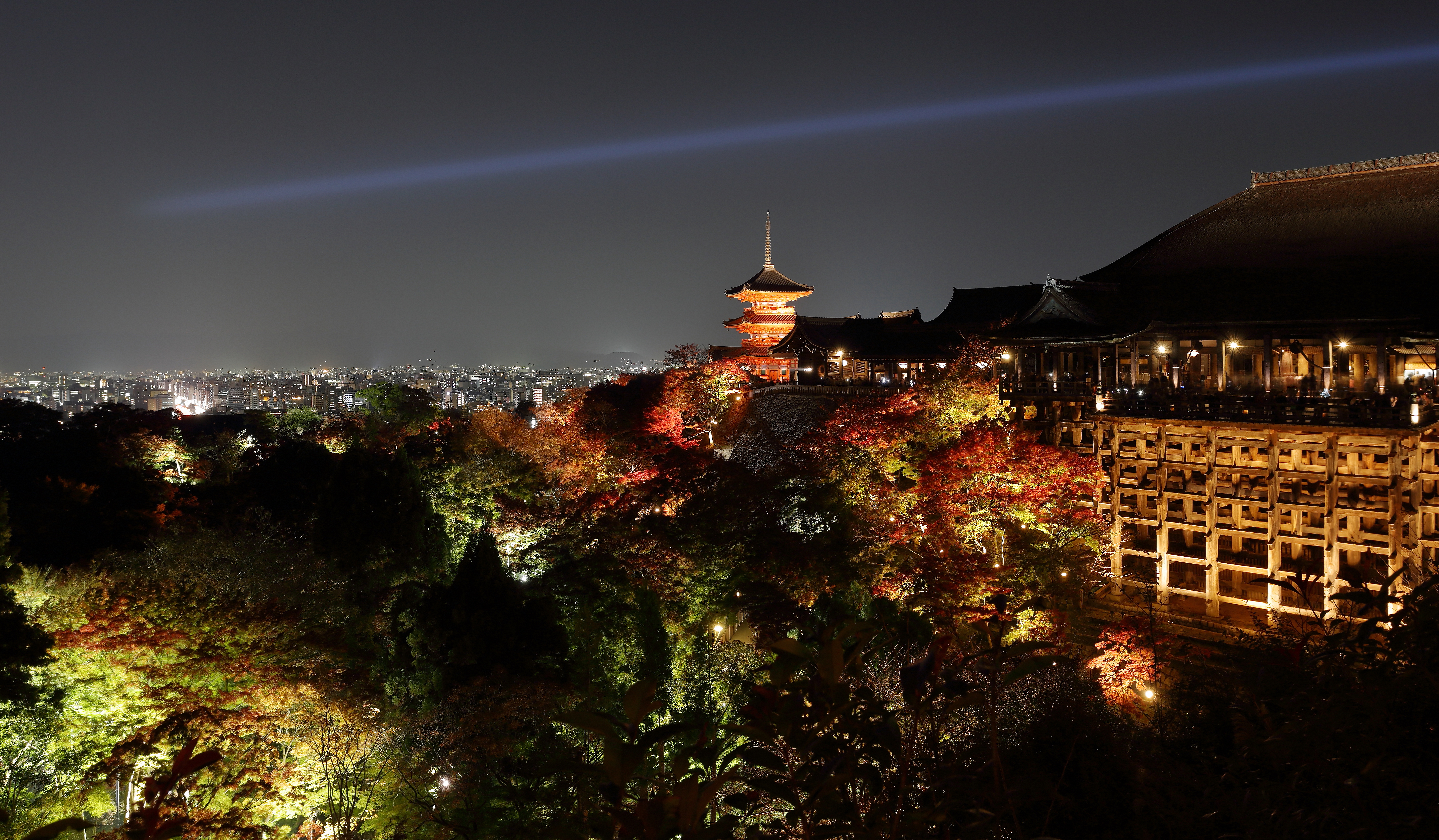
燈火通明的清水寺
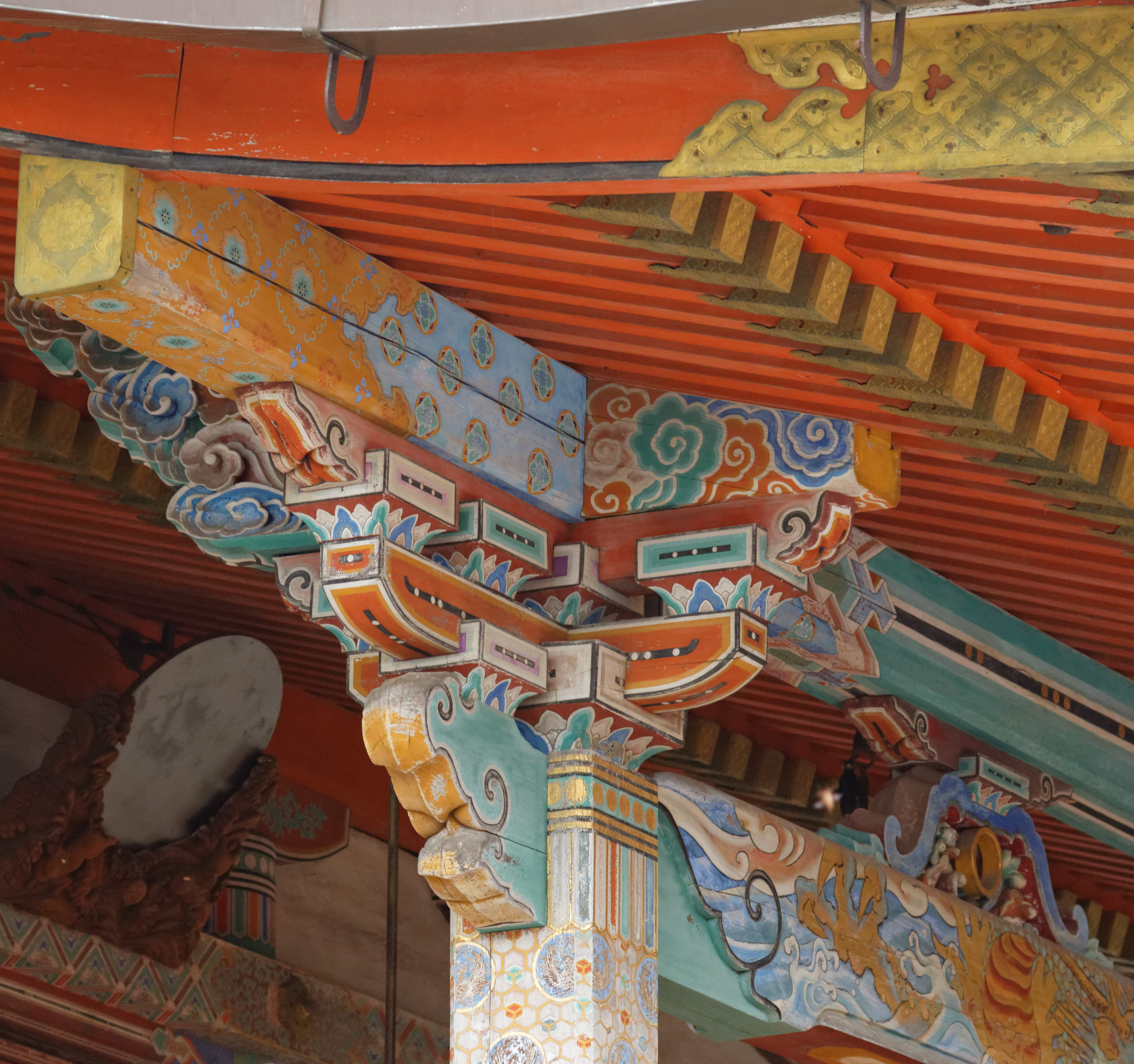
清水寺的斗栱
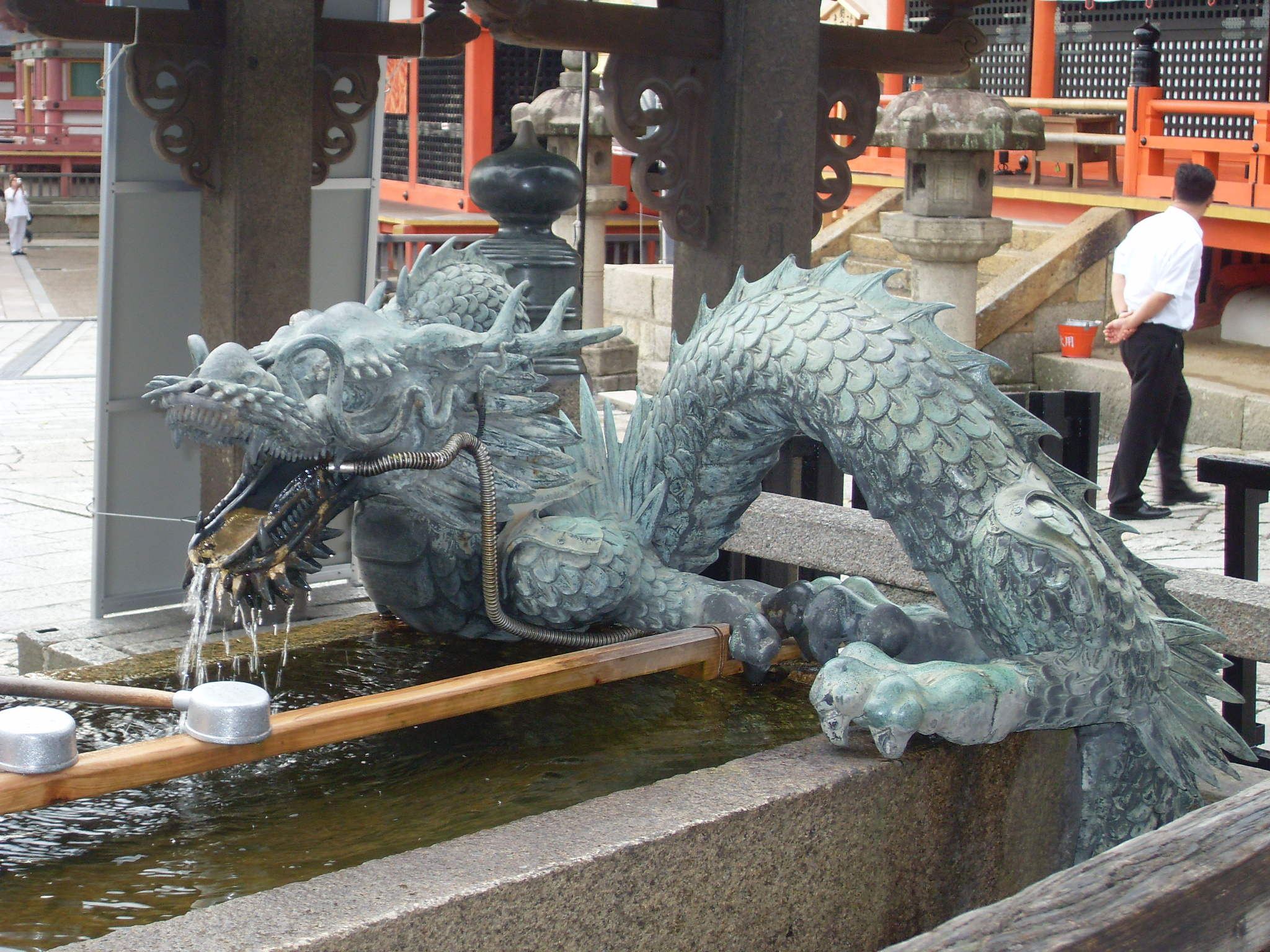
清水寺的龍雕
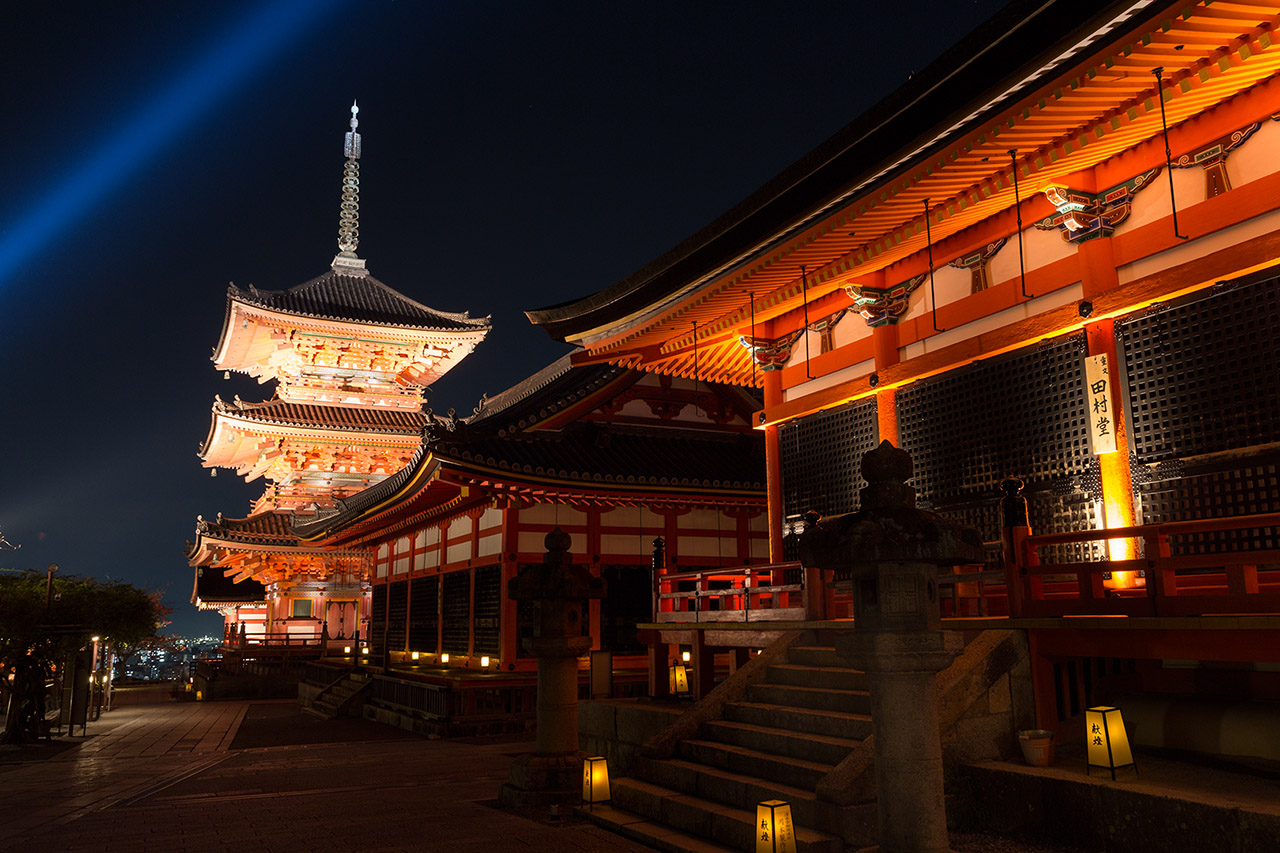
從右到左：開山堂（方正殿）、京堂（經堂）和三重之塔（三層塔）
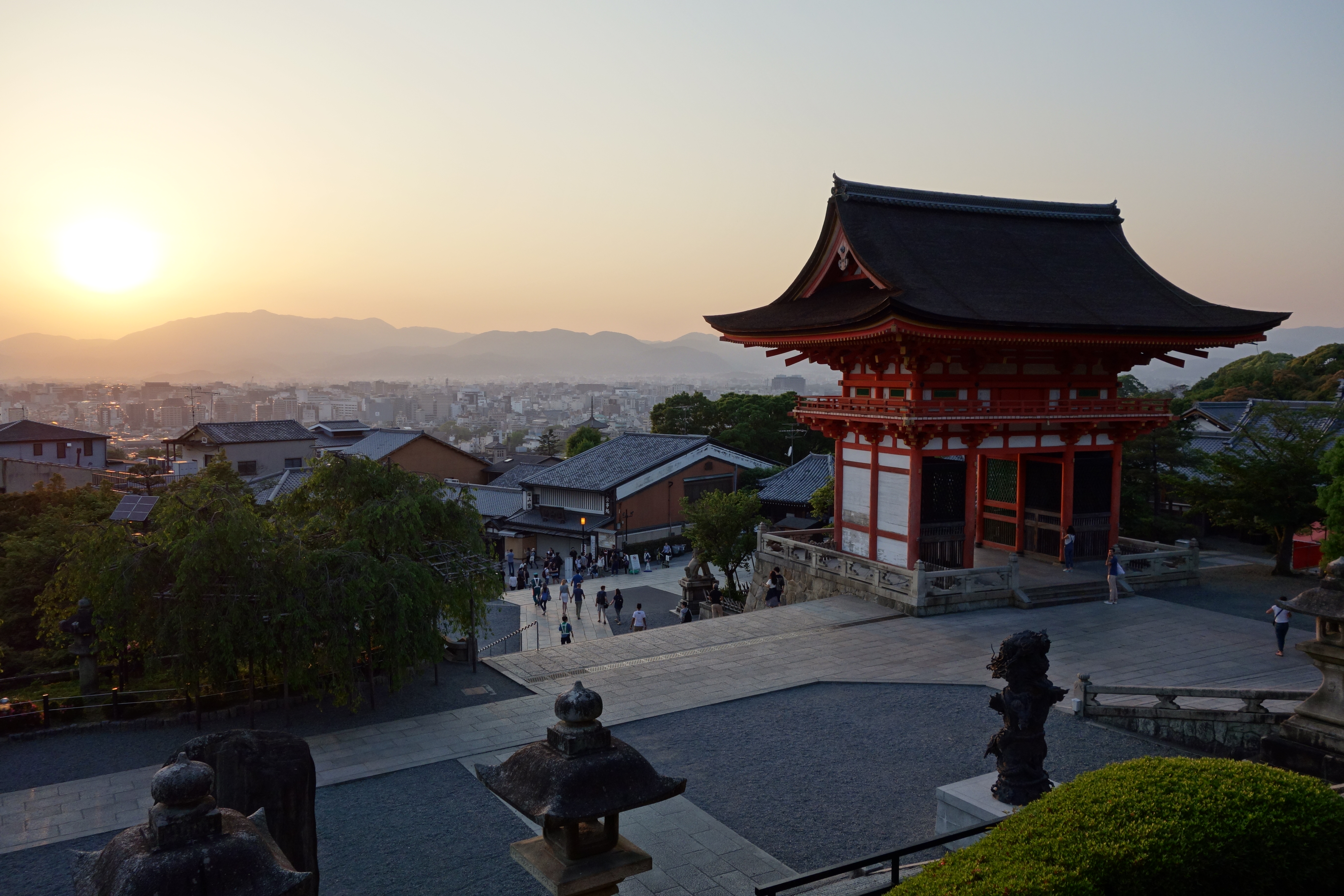
從清水寺看京都和仁王門